# Scaphocalanus cristatus
Scaphocalanus cristatus is een eenoogkreeftjessoort uit de familie van de Scolecitrichidae. De wetenschappelijke naam van de soort is voor het eerst geldig gepubliceerd in 1895 door Giesbrecht.